# پی‌اسپایس
پی اسپایس (به انگلیسی: PSpice) برنامه شبیه‌سازی تراشه‌ای برای مایکروسافت ویندوز است. این برنامه از ابرسیستم‌های «ای‌بی‌ام» و از «تجهیزات الکترونیکی» همچون ترایودها استفاده می‌کند تا با استفاده از مدل‌های ریاضی تنظیمات ورودی و خروجی جریان و ولتاژ را در سیستم‌ها به عهده بگیرد.
سیستم‌هایی که عمل شبیه‌سازی (مدل‌های ریاضی جهت کنترل) را با استفاده از پی‌اسپایس دارا هستند در همه رشته‌های مهندسی همچون فیزیک و بیولوژی و روانشناسی و اقتصاد کاربرد دارند.